# Eleições parlamentares europeias de 2009 (Grécia)
As eleições parlamentares europeias de 2009 foram realizadas a 7 de Junho de 2009 e, serviram para eleger os 22 deputados do país ao Parlamento Europeu.
Os resultados finais deram a vitória ao PASOK, que conquistou, cerca de, 36,6% dos votos, elegendo 8 deputados.

## Resultados Nacionais
| Partido                 | Partido                           | Votos     | %               | +/-   | Deputados | +/-     |
| ----------------------- | --------------------------------- | --------- | --------------- | ----- | --------- | ------- |
|                         | Movimento Socialista Pan-helénico | 1 878 859 | 36,64 / 100,00  | 2,61  | 8 / 22    | Estável |
|                         | Nova Democracia                   | 1 655 636 | 32,29 / 100,00  | 10,73 | 8 / 22    | 3       |
|                         | Partido Comunista da Grécia       | 428 283   | 8,35 / 100,00   | 1,13  | 2 / 22    | 1       |
|                         | Concentração Popular Ortodoxa     | 366 615   | 7,14 / 100,00   | 3,02  | 2 / 22    | 1       |
|                         | SYRIZA                            | 240 898   | 4,70 / 100,00   | 0,54  | 1 / 22    | Estável |
|                         | Verdes Ecologistas                | 178 964   | 3,49 / 100,00   | 2,82  | 1 / 22    | 1       |
|                         | Frente Macedónia Pan-helénica     | 65 177    | 1,27 / 100,00   | Novo  | 0 / 22    | Novo    |
|                         | Partido dos Caçadores Gregos      | 64 782    | 1,27 / 100,00   | Novo  | 0 / 22    | Novo    |
|                         | Outros                            | 248 023   | 4,85 / 100,00   |       | 0 / 22    |         |
| Votos inválidos         | Votos inválidos                   | 133 799   | 2,55 / 100,00   | 0,01  |           |         |
| Total                   | Total                             | 5 261 036 | 100,00 / 100,00 |       | 22 / 22   | 2       |
| Eleitorado/Participação | Eleitorado/Participação           | 9 995 992 | 52,63 / 100,00  | 10,59 |           |         |
| Fonte                   | Fonte                             | [ 2 ]     | [ 2 ]           | [ 2 ] | [ 2 ]     | [ 2 ]   |